# 大叔與棉花糖
《大叔與棉花糖》是由漫畫家音井錄丸所繪畫的日本漫畫作品，2014年6月15日起連載於知名繪圖網站《pixiv》，第1本單行本於2014年11月5日發售。2015年6月25日發售的第2本單行本書腰宣布決定改編成動畫版，於2016年1月7日首播。

## 故事簡介
「日下幅廣」是一名喜歡棉花糖到無法自拔的大叔，雖然平常十分正經，但是一遇到跟棉花糖有關的事情就會失去理智，而在同一個辦公室工作的OL「若林伊織」總是喜歡透過這點來戲弄日下大叔，辦公室的女職員都知道她私底下暗戀著「日下幅廣」，可是只有「日下幅廣」並不知道，於是圍繞著棉花糖的戀愛日常開始了……

## 登場角色

### 主要角色[3]
日下幅廣（配音員：稻田徹）
熱愛棉花糖的大叔，時常被同一個辦公室工作的「若林伊織」戲弄。
因為熱愛棉花糖，而將棉花糖工廠當作神一樣寵拜，而被棉花糖工廠的人稱為「妖精」。
若林伊織（配音員：喜多村英梨）
辦公室的女職員，平常總是面無表情的她，喜歡用「日下幅廣」喜歡的棉花糖誘惑，私底下卻暗戀著「日下幅廣」。
MIO5（未央子）（配音員：花澤香菜）
身材豐腴的女插畫師，常被人稱為擁有「棉花糖般的身材」，與「日下幅廣」的相遇是在電車上，因為在電車上被性騷擾，「日下幅廣」無心的拯救而喜歡上他。
日後尋問下誤以為「日下幅廣」喜歡棉花糖般的身材，而以為可以有交往的機會，實際上她為社長的戀人，卻還是持續喜歡他。
若林勇（配音員：柿原徹也）
「若林伊織」的弟弟，一名標準的姐控，以為姐姐只喜歡帥哥（其實是自己），誤以為被「日下幅廣」拐騙，而有所作為。
與「日下幅廣」的相遇是在野餐中的公園，自己扮演偽娘來勾搭他，不但馬上被發現，還被自己的姐姐討厭，最後還是和好如初。

### 其他角色
向井（配音員：田口香織）
辦公室的女職員，留者中分的黑長直髮，與另一位女職員「町田」時常在「日下幅廣」「若林伊織」兩個旁邊起鬨和觀看。
町田（配音員：木下鈴奈）
辦公室的女職員，留者淡黃色長小捲髮，與另一位女職員「向井」時常在「日下幅廣」「若林伊織」兩個旁邊起鬨和觀看。
社長（配音員：小西克幸）
辦公室中的社長，未央子的戀人。
課長
辦公室中的課長，社長的親戚，已婚。常被「若林伊織」稱為社長，實際上是課長。
棉花糖工廠前輩（配音員：吉富千歌）
棉花糖工廠的員工，因為聽她的前輩的講述，而了解經常來的那位大叔被稱為「妖精」。
棉花糖工廠後輩（配音員：古木望）
棉花糖工廠的員工，因為有小孩要參觀工廠，其中發現「日下幅廣」為參觀工廠裡不可思議的人，進而了解這位大叔被稱為「妖精」。

## 單行本
2014年6月15日在知名繪圖網站《pixiv》起連載由漫畫家音井錄丸所作的日本漫畫作品《大叔與棉花糖》，第1本單行本於2014年11月15日發售。
| 集數 | 一迅社         | 一迅社                 |
| 集數 | 發行日期       | ISBN                   |
| ---- | -------------- | ---------------------- |
| 1    | 2014年11月15日 | ISBN 978-4-7580-0830-3 |
| 2    | 2015年6月25日  | ISBN 978-4-7580-0859-4 |
| 3    | 2016年1月25日  | ISBN 978-4-7580-0890-7 |
| 4    | 2017年1月25日  | ISBN 978-4-7580-0938-6 |
| 5    | 2017年11月25日 | ISBN 978-4-7580-0963-8 |

## 電視動畫

### 製作人員
- 總導演：ひらさわひさよし
- 導演：佐佐木勅嘉
- 劇本：岡篤志
- 角色設計、總作畫導演：白川茉莉
- 音樂：Shusei
- 音響導演：大室正勝
- 製作：Creators in Pack

### 主題曲
（第1、3、6、12話）
作詞・作曲・編曲 - Shusei
主唱：若林伊織（配音員：喜多村英梨）
（第2、4、10話）
作詞・作曲・編曲 - Shusei
主唱：若林伊織（配音員：喜多村英梨）
（第5話）
作詞、作曲、編曲：Shusei
主唱：向井（配音員：田口香織）、町田（配音員：木下鈴奈）
（第7話）
作詞、作曲、編曲：Shusei
主唱：MIO5（未央子）（配音員：花澤香菜）
（第8話）
作詞、作曲、編曲：Shusei
（第9話）
作詞、作曲、編曲：Shusei
主唱：MIO5（未央子）（配音員：花澤香菜）

### 各話列表
| 話數               | 日文標題 | 中文標題             | 劇本   | 分鏡                | 演出                | 作畫監督                                         |
| ------------------ | -------- | -------------------- | ------ | ------------------- | ------------------- | ------------------------------------------------ |
| 第1日              |          | 日下先生和棉花糖     | 岡篤志 | 佐佐木勅嘉 岩田幸子 | 佐佐木勅嘉          | 白川茉莉 福地和浩                                |
| 第2日              |          | 雨和棉花糖           | 岡篤志 | 佐佐木勅嘉 鶴田愛   | 佐佐木勅嘉          | 阿部加奈子                                       |
| 第3日              |          | 電車和棉花糖         | 岡篤志 | 佐佐木勅嘉 鶴田愛   | 佐佐木勅嘉          | 櫻井柚都子 鶴田愛                                |
| 第4日              |          | 妖精和棉花糖         | 岡篤志 | 佐佐木勅嘉          | 佐佐木勅嘉          | 佐佐木一浩 阿部加奈子 鶴田愛                     |
| 第5日              |          | 聚會和棉花糖         | 岡篤志 | 佐佐木勅嘉          |                     | 櫻井柚都子                                       |
| 第6日              |          | 弟弟和棉花糖         | 岡篤志 | 佐佐木勅嘉 畠山佳苗 | 畠山佳苗 阿部加奈子 |                                                  |
| 第7日              |          | 未央子和棉花糖       | 岡篤志 | 佐佐木勅嘉 藤原利惠 | 佐佐木勅嘉          | 鶴田愛 阿部加奈子                                |
| 第8日              |          | 驚喜和棉花糖         | 岡篤志 | 佐佐木勅嘉 岩田幸子 |                     | 花井柚都子 阿部加奈子 樫内乃惠子                 |
| 第9日              |          | 普通和棉花糖         | 岡篤志 | 佐佐木勅嘉 鶴田愛   | 高山秀樹            | 鶴田愛 阿部加奈子 Kim Jeongchul                  |
| 第10日             |          | 遊樂園和棉花糖       | 岡篤志 | 佐佐木勅嘉 佐竹秀幸 |                     | Hwang Youngsik                                   |
| 第11日             |          | 溫泉旅行和棉花糖     | 岡篤志 | 佐佐木勅嘉 高橋端紀 | 佐佐木勅嘉          | 高橋端紀 佐佐木勅嘉                              |
| 第12日             |          | 若林和棉花糖         | 岡篤志 | 佐佐木勅嘉 畠山佳苗 | 佐佐木勅嘉          | 鶴田愛 阿部加奈子                                |
| 第13日（未放送話） |          | 日下先生和夢之棉花糖 | 岡篤志 | 佐佐木勅嘉 黑崎隼人 | 佐佐木勅嘉          | 花井柚都子 阿部加奈子 佐竹秀幸 佐佐木勅嘉 鶴田愛 |

### 播放電視台
| 播放地區       | 播放電視台   | 播放日期               | 播放時間（UTC+9）         | 所屬聯播網 |
| -------------- | ------------ | ---------------------- | ------------------------- | ---------- |
| 埼玉縣         | 埼玉電視台   | 2016年1月7日－3月24日  | 星期四 25時00分－25時05分 | 獨立局     |
| 京都府、滋賀縣 | 京都放送     | 2016年1月7日－3月24日  | 星期四 25時30分－25時35分 | 獨立局     |
| 日本全國       | AT-X         | 2016年1月8日－3月25日  | 星期五 22時40分－25時45分 | 衛星電視   |
| 神奈川縣       | 神奈川電視台 | 2016年1月10日－3月27日 | 星期日 26時30分－26時35分 | 獨立局     |
| 兵庫縣         | SUN電視台    | 2016年1月11日－3月28日 | 星期一 25時30分－25時35分 | 獨立局     |
| 日本全國       | niconico動畫 | 2016年1月12日－3月29日 | 星期二 21時00分－21時05分 | 網路電視   |

## 外部連結
- 大叔與棉花糖 官方網站（页面存档备份，存于）（日語）
- 大叔與棉花糖 官方Twitter（页面存档备份，存于）（日語）
- 作者音井錄丸 pixiv（页面存档备份，存于）（日語）